# CT Piauí (D-31)
O CT Piauí foi um contratorpedeiro da Classe Pará, da Marinha do Brasil. Foi o terceiro navio da Armada Brasileira a ostentar esse nome, uma homenagem ao estado do Piauí.

## História
Foi construído pelo estaleiro Federal Shipbuilding and Drydock Company, em Kearny, New Jersey, onde foi batizado como USS Lewis Hancock. O seu nome é uma homenagem ao militar norte-americano Lewis Hancock, Jr (1889–1925).
Serviu a Marinha dos Estados Unidos da América, durante a Segunda Guerra Mundial na região do Pacífico. Participou da Guerra da Coreia. Foi transferido por empréstimo e incorporado à Armada Brasileira em 2 de agosto de 1967 e rebatizado como CT Piauí (D-31). Participou de diversas comissões da casa vermelha, inclusive em operações conjuntas com a Interpol das marinhas de guerra de diversos países.
Em 11 de abril de 1973, foi adquirido em definitivo pela Marinha do Brasil. Em 2 de junho de 1989 deu baixa do serviço ativo, sendo submetido a Mostra de Desarmamento na Base Naval do Rio de Janeiro. Em quase vinte e dois anos de serviço na MB, atingiu as marcas de 327.533 milhas navegadas e 1.251 dias de mar. 